# Areszt śledczy KGB w Mińsku
Areszt Śledczy KGB Białorusi (nieformalnie zwany „Amerykanka”) – areszt śledczy znajdujący się na dziedzińcu siedziby KGB Białorusi przy prospekcie Niepodległości 17 w Mińsku na Białorusi.

## Nieformalna nazwa
Budynek wybudowano w oparciu o projekt panoptikonu, według którego budowano wówczas więzienia w Stanach Zjednoczonych Ameryki Północnej. Niektórzy twierdzą, iż nazwa pojawiła się po II wojnie światowej, gdyż przetrzymywano tam osoby oskarżone o szpiegostwo na rzecz Stanów Zjednoczonych. Osoby, które widziały areszt od środka, mówią, że plan budynku przypomina układ stołu do ruletki, a jednym z wariantów tej gry jest system amerykański.

## Historia
Areszt został zbudowany w latach 20. XX w. Początkowo działał jako wewnętrzne więzienie Czeka. Później służył organizacjom będącym następcami Czeka - NKWD i KGB. W 1946 roku, po zakończeniu II wojny światowej i przywróceniu władzy radzieckiej nad Białorusią, budynek odbudowano. Obniżono wieżę, aby nie była widoczna zza budynku siedziby KGB.  
W okresie wielkiego terroru oraz po wybuchu II wojny światowej więźniów "Amerykanki" rozstrzeliwano m.in. w Kuropatach, Masiukowszczyźnie i Drozdach. Pod koniec lat 30. XX w. szefem komendantury więzienia był Stiepan Grygoriewicz Koba. W latach 1940–1941 własnoręcznie wykonywał wyroki śmierci na skazanych. Starszym nadzorcą więzienia był A. Ostriejko.  
W okresie stalinizmu NKWD więziło tu wielu Polaków, m.in. szefa wywiadu Obszaru Białystok ZWZ – Janusza Prawdzic-Szlaskiego. W czerwcu 1941 roku w celach „Amerykanki” przetrzymywano około 2–3 tys. osób. Po ataku Niemiec na ZSRR z powodu panującego chaosu w mińskich więzieniach wystąpiły problemy z aprowizacją. Więźniom nie wydawano wody i żywności lub też otrzymywali je w minimalnych ilościach. Prawdopodobnie już w nocy z 22 na 23 czerwca 1941 r. enkawudziści przystąpili do mordowania więźniów. Świadkowie wspominali, że odgłosy egzekucji były dobrze słyszalne w sąsiednich celach. Janusz Prawdzic-Szlaski twierdził, że w „Amerykance” więźniów zabijano, podając im przemocą truciznę. Stawiających opór zastrzelono w celach. Zginęła wtedy m.in. kurierka Komendy Głównej ZWZ o pseudonimie „Teresa”. Egzekucje odbywały się także we „Wołodarce”, gdzie zamordowano m.in. chorych więźniów. 23 czerwca 1941 r. nieustaloną liczbę więźniów „Amerykanki” załadowano do wagonów kolejowych i wywieziono do Kożwy w Republice Komi. Pozostałych więźniów uformowano w kolumny liczące od 200–300 do nawet 1000 osób, po czym szosą mohylewską pognano pieszo na wschód (zobacz artykuł Droga śmierci Mińsk-Czerwień).
W czasach rządów Aleksandra Łukaszenki w areszcie osadzonych było kilkudziesięciu białoruskich opozycjonistów, m.in. Alaksiej Michalewicz, Uładzimir Niakajeu, Andrej Sannikau. Alaksiej Michalewicz oświadczył, iż w areszcie dochodziło do tortur. Cela była nieogrzewana, a w nocy włączano światło, ponadto więźniów rozbierano i wyprowadzano na korytarz.

## Obecnie
Areszt śledczy KGB przetrzymuje osoby, których sprawy są badane przez śledczych KGB. Zgodnie z art. 182 białoruskiego kodeksu postępowania karnego są to sprawy o znaczeniu państwowym. W areszcie śledczym umieszczane są również osoby zatrzymane przez funkcjonariuszy KGB.

## Opis
Budynek aresztu jest okrągły, dwukondygnacyjny. W piwnicy jest kilka pokoi przesłuchań, na parterze łazienka z prysznicem, kuchnia oraz pomieszczenia gospodarcze. Więźniowie przetrzymywani są na drugim piętrze, gdzie znajduje się 18 cel rozmieszczonych w obrysie koła, ich drzwi otwierają się na zamkniętą galerię, na środku której są kręcone schody. Pierwotnie pośrodku znajdowała się platforma widokowa ze strażnikiem.
Cele przeznaczone są dla różnej liczby osób, maksymalnie 4. Łączna pojemność aresztu wynosi 34 osoby. Dwumiejscowe cele mają kształt trumny, zwężają się przy drzwiach i rozszerzają do okna, mają powierzchnię 12 m². Szerokość celi przy drzwiach wynosi 1,2 m, przy oknie ponad dwa metry, długość 5 m, wysokość 3,5 m. Jedna z cel służy jako karcer. Okna są zakratowane, większość z nich wychodzi na ściany sąsiednich budynków.
Większość cel nie ma instalacji sanitarnej, jedynie grzejniki. Więźniowie mają do dyspozycji wiadro, które zalewa się wodą z dzbanka. W celach, w których nie ma toalety, więźniowie są wyprowadzani na żądanie. Jest też kosz na śmieci.
Na przeciwległych ścianach znajdują się szafki nocne i prycze, przy oknie stolik i taboret.
Przez cały dzień więźniowie są pod nadzorem dwóch strażników spacerujących po korytarzu i zaglądających do drzwi. Aby ich kroki były niesłyszalne, podłogę przykrywa się dywanem, a na stopach obserwatorów są kapcie. Obaj strażnicy stale stoją naprzeciw siebie. Gdy jeden z nich otworzy celę, drugi ma możliwość zobaczenia, co dzieje się w środku, a w razie potrzeby naciśnięcia przycisku alarmowego. Po naciśnięciu przycisku wzywana jest grupa antyterrorystyczna „Alfa”, a zamki elektryczne wszystkich drzwi więziennych zostają zablokowane.
Do spacerów przeznaczonych jest 5 dziedzińców, które u góry zakryte są siatką, skąd nad zatrzymanymi czuwa strażnik.
Aby zapewnić opiekę medyczną do cel przychodzi lekarz. Leczenie stomatologiczne osadzonych odbywa się w pobliskim centrum medycznym KGB. W poważnych przypadkach opieka medyczna jest udzielana w szpitalu KGB przy ul. Makajonka 13.
Spotkania z adwokatami odbywają się w oddzielnych pokojach, gdzie prawników i ich klientów oddzielają dwie szyby z małymi otworami, przez które nie można nic przekazać.
Areszt śledczy KGB ma wyższy poziom utrzymania więźniów niż areszt śledczy MSW Białorusi („Wołodarka”), ale także większą izolację i stały nadzór. Gdy nie zachodzi potrzeba ścisłej izolacji, aresztowani mogą zostać przeniesieni do aresztu śledczego MSW.
Według więźniów podczas przesłuchań nie dochodzi do tortur. Jednak niektórzy mówili o „drastycznej zmianie stanu psychicznego, chęci wygadania się” po wypiciu herbaty, która „miała niezwykły smak” (serum prawdy).

## Więźniowie
- Barys Rahula
- Janka Filistowicz
- Jazep Losik
- Obywatele polscy aresztowani przez władze sowieckie po agresji ZSRR w 1939 r.[12]
- kard. Kazimierz Świątek[13][14]
- Siergiej Chanżonkow
- Michaił Kudzielka

### Białoruscy aktywiści rozstrzelani w dniach 29-30 października 1937 r.
- Aleś Dudar
- Walery Marakou
- Izi Charyk
- Płaton Haławacz
- Michaś Zarecki
- Janka Niomański
- Julij Taubin
- Anatol Wolny
- Chackiel Duniec
- Wasilij Kowal
- Todar Klasztorny
- Mojsze Kulbak
- Jurka Lawonny

### Więźniowie polityczni z okresu rządów Aleksandra Łukaszenko
- Sławamir Adamowicz
- Dzmitryj Bandarenka
- Anastasija Daszkiewicz
- Andrej Dzmitreu(inne języki)
- Andrej Sannikau
- Pawieł Siewiaryniec
- Dzmitryj Daszkiewicz
- Anatol Labiedźka
- Alaksiej Michalewicz
- Uładzimir Niaklajeu
- Mikałaj Statkiewicz
- Natalia Radzina
- Wital Rymaszeuski
- Alaksandr Fiaduta
- Iryna Chalip

### Cudzoziemcy
- Władysław Baumgertner, rosyjski menedżer